# Raskova Paterae
Le Raskova Paterae sono una struttura geologica della superficie di Venere.